# 大須賀忠政
大須賀忠政（日语：／ Ōsuga Tadamasa，1581年—1607年10月31日），日本安土桃山時代至江戶時代初期武將、大名。上總久留里藩主，後改遠江橫須賀藩主（第一代）。官位：從五位下出羽守。
忠政是榊原康政長子。康政的岳父大須賀康高於天正17年（1589年）去世，因無嗣，以忠政為養子，繼承大須賀家業。德川家康贈予他松平姓。
天正18年（1590年）家康將其移封關東，給予他上總久留里藩3萬石。慶長4年（1599年）敘任從五位下、出羽守。關原之戰後的慶長6年（1601年）加增遠江橫須賀藩6萬石，為第一代藩主。慶長10年（1605年）實行大規模檢地，積極營造城下町以穩固藩政基礎。
慶長12年（1607年）春天病倒，忠政欲前往京都養病，途中在甲斐病逝，年僅27。由大須賀忠次繼承家業。